# Campionati del mondo di atletica leggera 2011 - Salto in alto femminile
La gara di salto in alto si è svolge su due giorni: qualificazioni la mattina del 1º settembre e finale alle ore 19:00 locali del 3 settembre.

## Podio
| Pos.    | Atleta                | Nazionalità | Misura |
| ------- | --------------------- | ----------- | ------ |
| Oro     | Anna Čičerova         | Russia      | 2,03 m |
| Argento | Blanka Vlašić         | Croazia     | 2,03 m |
| Bronzo  | Antonietta Di Martino | Italia      | 2,00 m |

## La gara
Tre atlete che si presentano con i favori del pronostico, sono la russa Chicherova, primatista mondiale stagionale con 2,07 m, l'italiana Antonietta Di Martino, seconda nelle liste con 2,04 m e campionessa europea indoor 2011 e la croata Vlasic, 99 volte in carriera oltre i 2 metri e campionessa mondiale in carica.
Le tre atlete non commettono errori nei primi tre salti a 1,89 m, 1,93 m e 1,97 m a 2,00 m solo loro saltano la misura, ma la Di Martino lo fa al 3º tentativo e ciò la relega al bronzo. Inoltre alla misura successiva 2,03 m, Chicherova e Vlasic saltano la misura, la Di Martino no. L'oro va alla russa per il minor numero di errori.

## Qualificazioni
Riepilogo
La misura di qualificazione, per la ricerca delle 12 atlete che comporranno la finale, era fissata a 1,95 m. Giusto in 12 la hanno valicato l'asticella a tale misura.
| Pos. | Gruppo | Atleta                  | Nazione       | 1,75 | 1,80 | 1,85 | 1,89 | 1,92 | 1,95 | Mis. | Note                          |
| ---- | ------ | ----------------------- | ------------- | ---- | ---- | ---- | ---- | ---- | ---- | ---- | ----------------------------- |
| 1    | B      | Brigetta Barrett        | Stati Uniti   | o    | o    | o    | o    | o    | o    | 1,95 | Q                             |
| 1    | A      | Anna Chicherova         | Russia        | -    | -    | o    | o    | o    | o    | 1,95 | Q                             |
| 1    | B      | Antonietta Di Martino   | Italia        | -    | o    | o    | o    | o    | o    | 1,95 | Q                             |
| 1    | B      | Blanka Vlašić           | Croazia       | -    | -    | o    | o    | o    | o    | 1,95 | Q                             |
| 5    | A      | Emma Green Tregaro      | Svezia        | -    | -    | o    | o    | o    | xo   | 1,95 | Q,                            |
| 5    | A      | Svetlana Shkolina       | Russia        | -    | -    | o    | o    | o    | xo   | 1,95 | Q                             |
| 7    | B      | Doreen Amata            | Niger         | -    | -    | o    | o    | xxo  | xo   | 1,95 | Q, =                          |
| 7    | A      | Deirdre Ryan            | Irlanda       | -    | o    | o    | o    | xxo  | xo   | 1,95 | Q,                            |
| 9    | B      | Svetlana Radzivil       | Uzbekistan    | -    | o    | o    | o    | o    | xxo  | 1,95 | Q,                            |
| 9    | B      | Zheng Xingjuan          | Cina          | -    | o    | o    | o    | o    | xxo  | 1,95 | Q,                            |
| 11   | A      | Anna Iljuštšenko        | Estonia       | -    | xo   | o    | xo   | xo   | xxo  | 1,95 | Q                             |
| 12   | A      | Levern Spencer          | Saint Lucia   | -    | o    | o    | o    | o    | xxx  | 1,92 |                               |
| 13   | B      | Esthera Petre           | Romania       | o    | o    | o    | xo   | o    | xxx  | 1,92 |                               |
| 14   | A      | Melanie Melfort         | Francia       | -    | o    | xo   | xo   | o    | xxx  | 1,92 |                               |
| 15   | A      | Ruth Beitia             | Spagna        | -    | o    | o    | o    | xo   | xxx  | 1,92 |                               |
| 16   | B      | Ebba Jungmark           | Svezia        | -    | o    | o    | xo   | xo   | xxx  | 1,92 |                               |
| 17   | A      | Vita Styopina           | Ucraina       | o    | o    | o    | o    | xxo  | xxx  | 1,92 |                               |
| 18   | B      | Marina Aitova           | Kazakistan    | -    | o    | o    | o    | xxx  |      | 1,89 |                               |
| 18   | B      | Oksana Okunjeva         | Ucraina       | -    | o    | o    | o    | xxx  |      | 1,89 |                               |
| 20   | A      | Venelina Veneva-Mateeva | Bulgaria      | -    | o    | xo   | o    | xxx  |      | 1,89 |                               |
| 21   | B      | Wanida Boonwan          | Thailandia    | o    | o    | o    | xxx  |      |      | 1,85 |                               |
| 22   | A      | Tonje Angelsen          | Norvegia      | o    | xo   | o    | xxx  |      |      | 1,85 |                               |
| 23   | B      | Danielle Frenkel        | Israele       | o    | xxo  | o    | xxx  |      |      | 1,85 |                               |
| 24   | A      | Raffaella Lamera        | Italia        | -    | o    | xxo  | xxx  |      |      | 1,85 |                               |
| 24   | A      | Marielys Rojas          | Venezuela     | o    | o    | xxo  | xxx  |      |      | 1,85 | Miglior prestazione personale |
| 26   | A      | Inika Mcpherson         | Stati Uniti   | o    | o    | xxx  |      |      |      | 1,80 |                               |
| 27   | B      | Marija Vuković          | Montenegro    | o    | xo   | xxx  |      |      |      | 1,80 |                               |
| 28   | A      | Han Da-rye              | Corea del Sud | xo   | xxx  |      |      |      |      | 1,75 |                               |
|      | B      | Yelena Slesarenko       | Russia        |      |      |      |      |      |      | dq   |                               |

## Finale
La finale si è svolta il 3 settembre 2011.
| Pos.    | Nome                  | Nazione     | 1.89 | 1.93 | 1.97 | 2.00 | 2.03 | 2.05 | Risultato | Note                                     |
| ------- | --------------------- | ----------- | ---- | ---- | ---- | ---- | ---- | ---- | --------- | ---------------------------------------- |
| Oro     | Anna Chicherova       | Russia      | o    | o    | o    | o    | o    | xxx  | 2.03      |                                          |
| Argento | Blanka Vlašić         | Croazia     | o    | o    | o    | xo   | xo   | xxx  | 2.03      | Miglior prestazione personale stagionale |
| Bronzo  | Antonietta Di Martino | Italia      | o    | o    | o    | xxo  | xxx  |      | 2.00      |                                          |
| 4       | Svetlana Shkolina     | Russia      | o    | o    | xxo  | xxx  |      |      | 1.97      |                                          |
| 5       | Zheng Xingjuan        | Cina        | xo   | o    | xxx  |      |      |      | 1.93      |                                          |
| 5       | Deirdre Ryan          | Irlanda     | xo   | o    | xxx  |      |      |      | 1.93      |                                          |
| 7       | Svetlana Radzivil     | Uzbekistan  | xo   | xo   | xxx  |      |      |      | 1.93      |                                          |
| 7       | Doreen Amata          | Nigeria     | xo   | xo   | xxx  |      |      |      | 1.93      |                                          |
| 9       | Brigetta Barrett      | Stati Uniti | o    | xxo  | xxx  |      |      |      | 1.93      |                                          |
| 10      | Emma Green Tregaro    | Svezia      | o    | xxx  |      |      |      |      | 1.89      |                                          |
| 11      | Anna Iljuštšenko      | Estonia     | xo   | xxx  |      |      |      |      | 1.89      |                                          |
|         | Yelena Slesarenko     | Russia      |      |      |      |      |      |      | dq        |                                          |